# 急性全髓细胞增生症伴骨髓纤维化
急性全髓细胞增生症伴骨髓纤维化（APMF）是一种非常罕见的髓系恶性肿瘤，是由克隆性疾病或骨髓接触毒性物质而引起的。

## 体征和症状
骨活检显示巨核细胞异常、大细胞性红细胞生成、中性粒细胞生成缺陷和骨髓纤维化；临床上，患者表现为全血细胞计数减少，外周血中原始细胞很少，脾脏无肿大或很小。细胞通常为CD34阳性。

## 预后和治疗
自体干细胞移植已用于治疗。

## 分类争议
关于这种疾病是急性髓系白血病还是骨髓增生异常综合征的亚型，至今仍存在争议；不过，根据世界卫生组织血液淋巴肿瘤分类标准，它目前被归类为急性骨髓性白血病下，约占急性骨髓性白血病发病率的1.2%。